# ورنر مایهوفر
ورنر مایهوفر (انگلیسی: Werner Maihofer؛ ۲۰ اکتبر ۱۹۱۸ – ۶ اکتبر ۲۰۰۹) یک سیاست‌مدار اهل آلمان بود.